# Doppelhaus (Darmstadt, Roßdörfer Straße 126/128)
Das Doppelhaus ist ein Bauwerk in Darmstadt. Aus architektonischen und stadtgeschichtlichen Gründen wurde es zum Kulturdenkmal erklärt.

## Geschichte und Beschreibung
Das Doppelhaus wurde im Jahre 1930 nach Plänen des Architekten Rudolf Schäfer erbaut.
Das aufwändig gemauerte Klinkerhaus gehört stilistisch zum südhessischen Ziegelsteinexpressionismus der 1920er- und 1930er-Jahre.
In der Waagrechten wird das Wohnhaus durch die horizontal laufenden Ziegelverbände gegliedert.
Einen Kontrast dazu bilden die beiden bis in den Dachbereich reichenden Treppenhäuser. Die Brüstungsfelder und die Fensterstürze werden durch Ziegeldekor betont. Die Haustüren aus Holz sind im Original erhalten.
Betonkugeln vor dem Gebäude betonen die Eingänge und die Symmetrie der Wohnanlage.
Der Architekt kombinierte die traditionelle Hausform mit dem für die damalige Zeit typischen Material und Dekor. Den Zweiten Weltkrieg überstand das Doppelhaus weitgehend unbeschadet.

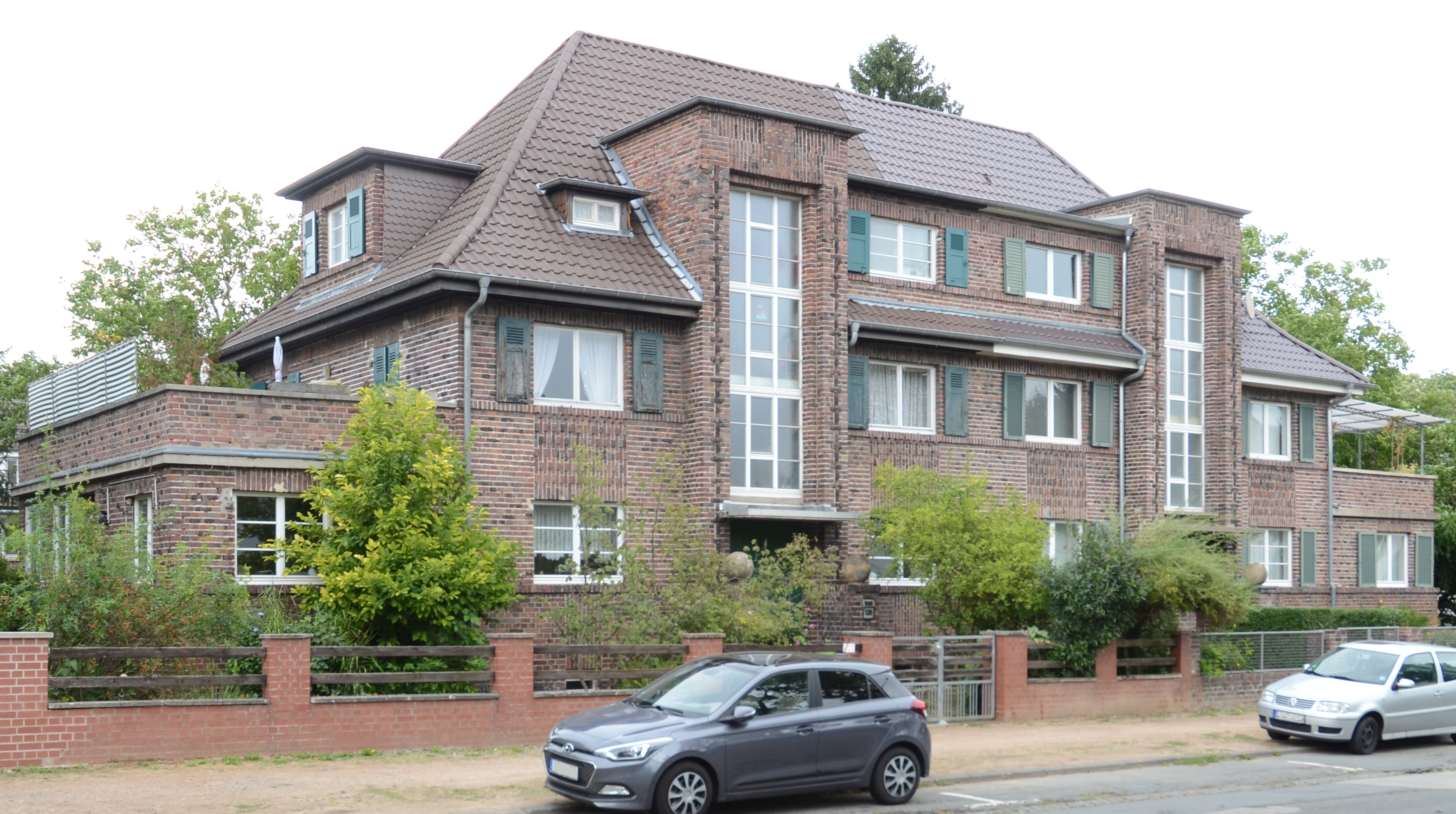
Doppelhaus Rossdörfer Str. 126–128 in Darmstadt (Germany)

## Varia
Ein ähnliches Wohnhaus plante der Architekt Rudolf Schäfer in der Gundolfstraße 29/31 im selben Stadtviertel.
Das Doppelhaus in der Gundolfstraße wurde im Jahre 1931 erbaut.
Später wurde das Haus im Dachbereich stark umgebaut.
An diesem Gebäude wurden dunkelrote Klinker zu aufwändigen Mustern kombiniert, vor allem an den Eingängen, rings um die Fenster und an den bis ins Dach durchlaufenden Treppenrisaliten.